# Мякиш, Максим Александрович
Максим Александрович Мякиш (бел. Максім Аляксандравіч Мякіш; род. 3 марта 2000, Гродно) — белорусский футболист, полузащитник клуба «Торпедо-БелАЗ».

## Клубная карьера
Отец — Александр Мякиш — волейболист, выступал за гродненский «Коммунальник».
Футболом Максим начал заниматься в восемь лет. Воспитанник гродненского «Немана». Первый тренер — Марат Белезяко. С 2015 по 2017 год занимался футболом в составе минского Республиканского государственного училища олимпийского резерва.
Завершив обучение в РГУОР, в июле 2017 года вернулся в «Неман», где первоначально играл за дубль. В основном составе «Немана» в чемпионате Беларуси дебютировал 4 ноября 2017 года в матче против брестского «Динамо» (0:2). После окончания сезона 2017 года покинул клуб. В апреле 2018 года заключил двухлетнее соглашение с португальским клубом «Униан Лейрия», где в течение года играл за юношескую команду.
В феврале 2019 года стал игроком дубля борисовского БАТЭ. 26 июня 2019 года дебютировал в составе БАТЭ в матче Кубка Беларуси против 26 июня 2019 года против речицкого «Спутника» (2:5). По итогам сезона 2019 года вместе с командой стал победителем белорусского первенства дублёров. В марте 2020 года продлил контракт с БАТЭ и отправился в «Славию-Мозырь» на правах годичной аренды, но покинул команду в июле того же года, вернувшись в БАТЭ.
Перед началом сезона 2021 года присоединился к «Ислочи» на правах аренды. Начинал сезон в стартовом составе команды, позднее стал нередко выходить на замену. В ноябре по окончании срока аренды покинул клуб.
В феврале 2022 года стал игроком жодинского «Торпедо-БелАЗ». Стал обладателем Кубка Беларуси, где в финале 28 мая 2023 года одержал победу над борисовским БАТЭ.

## Карьера в сборной
Являлся игроком юношеских сборных Беларуси до 17 лет (2016—2017), до 19 лет (2017—2018) и молодёжной сборной до 21 года (2019—н.в.). В составе сборной до 17 лет являлся капитаном команды. Провел 2 матча за сборную Беларуси U-16, 8 — за U-17, 2 — за U-18, 14 — за U-19, 14 — за U-21.

## Достижения
«Торпедо-БелАЗ»
- Обладатель Кубка Беларуси: 2022/23
- Обладатель Суперкубка Беларуси: 2024

«Динамо» Минск
- Обладатель Суперкубка Беларуси: 2025